# Собченко Данило Євгенович
Данило Собченко (рос. Даниил Собченко; 13 квітня 1991, Київ — 7 вересня 2011, Ярославль) — український та російський хокеїст, що грав на позиції центрального нападника.

## Ігрова кар'єра
Вихованець київської хокейної школи «Крижинка».
Хокейну кар'єру розпочав 2009 року виступами за команду «Локомотив» (Ярославль).
2011 року був обраний на драфті НХЛ під 166-м загальним номером командою «Сан-Хосе Шаркс».
Усю професійну клубну ігрову кар'єру, що тривала 3 років, провів, захищаючи кольори команди «Локомотив» (Ярославль) (КХЛ).

## Загибель
7 вересня 2011 під час виконання чартерного рейсу за маршрутом Ярославль—Мінськ сталася катастрофа літака Як-42 внаслідок чого загинуло 43 особи з 45-и (після авіакатастрофи вижило лише двоє — хокеїст Олександр Галімов та інженер Олександр Сізов, які у важкому стані були госпіталізовані до міської лікарні Ярославля), серед загиблих також був і гравець Данило Собченко.

## Статистика
| Сезон        | Клуб                    | Ліга         | Регулярний сезон | Регулярний сезон | Регулярний сезон | Регулярний сезон | Регулярний сезон | Плей-оф | Плей-оф | Плей-оф | Плей-оф | Плей-оф |
| Сезон        | Клуб                    | Ліга         | І                | Г                | П                | О                | ШХ               | І       | Г       | П       | О       | ШХ      |
| ------------ | ----------------------- | ------------ | ---------------- | ---------------- | ---------------- | ---------------- | ---------------- | ------- | ------- | ------- | ------- | ------- |
| 2009–10      | «Локомотив» (Ярославль) | КХЛ          | 35               | 5                | 1                | 6                | 6                | 6       | 0       | 0       | 0       | 2       |
| 2010–11      | «Локомотив» (Ярославль) | КХЛ          | 16               | 1                | 1                | 2                | 4                | 17      | 0       | 1       | 1       | 18      |
| Усього в КХЛ | Усього в КХЛ            | Усього в КХЛ | 51               | 6                | 2                | 8                | 10               | 11      | 0       | 1       | 1       | 16      |